# Miyazaki Yūhi
Miyazaki Yūhi est un nom japonais traditionnel ; le nom de famille (ou le nom d'école), Miyazaki, précède donc le prénom (ou le nom d'artiste).
Miyazaki Yūhi (宮崎 有斐, dates inconnues) est un photographe japonais qui gérait un studio photographique, à Tokyo, au Japon, dans les années 1870. Deux de ses photographies qui se trouvaient dans la collection de l'ingénieur des mines américain Benjamin Smith Lyman sont à présent conservées au musée métropolitain de photographie de Tokyo.